# Zvukové spektrum

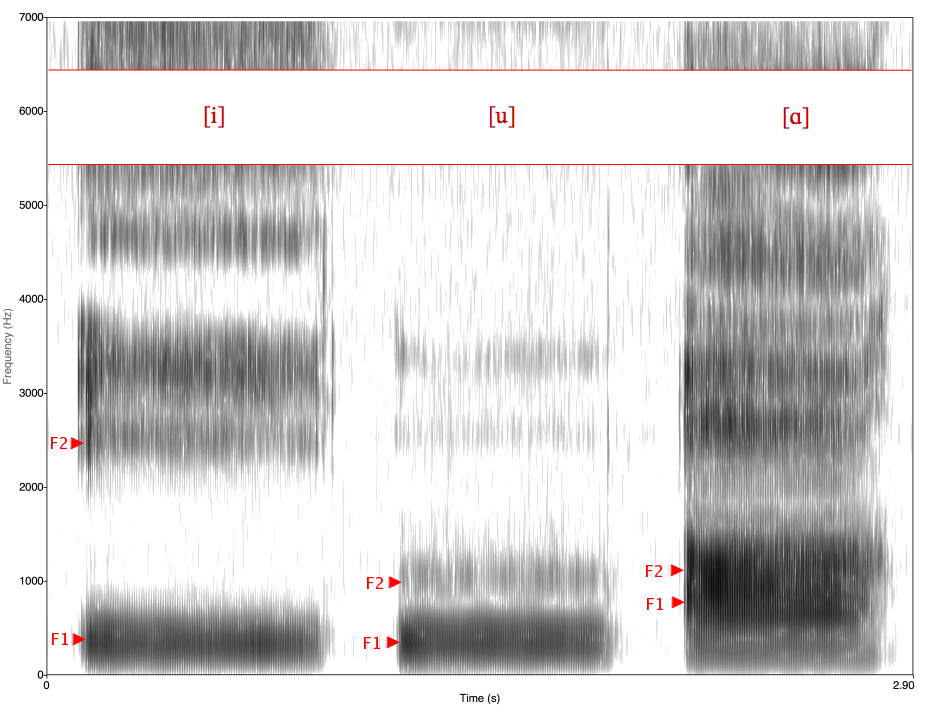
Záznam zvukového spektra (spektrogram) samohlásek i, u, a

Zvukové spektrum v akustice představuje kombinaci všech frekvencí, ze kterých se většina zvuků (tedy mechanické vlnění) skládá. Často se vizualizuje pomocí spektrogramu (sonogramu).
Většina zvuků, které se v přírodě vyskytují, nejsou jednoduché tóny o jedné frekvenci, ale mají složitý průběh, který lze analyzovat pomocí přístrojů.
Tóny mají pravidelný průběh, který je složen z jedné nebo více frekvencí, na které lze zvuk při analýze jeho spektra rozložit. Nejnižší frekvence tónu (F0) je považována za základní a udává výšku tónu. Ostatní, vyšší frekvence (F1, F2, F3 atd.) se označují jako formanty a ovlivňují výsledný sluchový dojem, nazývaný barva tónu (témbr, timbre).
Šumy neboli hluky mají nepravidelný průběh kmitů.
Mnoho zvuků nejsou čistými tóny ani čistými šumy, ale mají jak složky tónové (pravidelné kmity o určitých frekvencích), tak i šumové (nepravidelnosti).
V lidské řeči jsou samohlásky složenými tóny, souhlásky jsou šumy. Některé souhlásky, tzv. sonory, mají kromě šumové složky i výraznou složku tónovou.